# Кагульское подполье

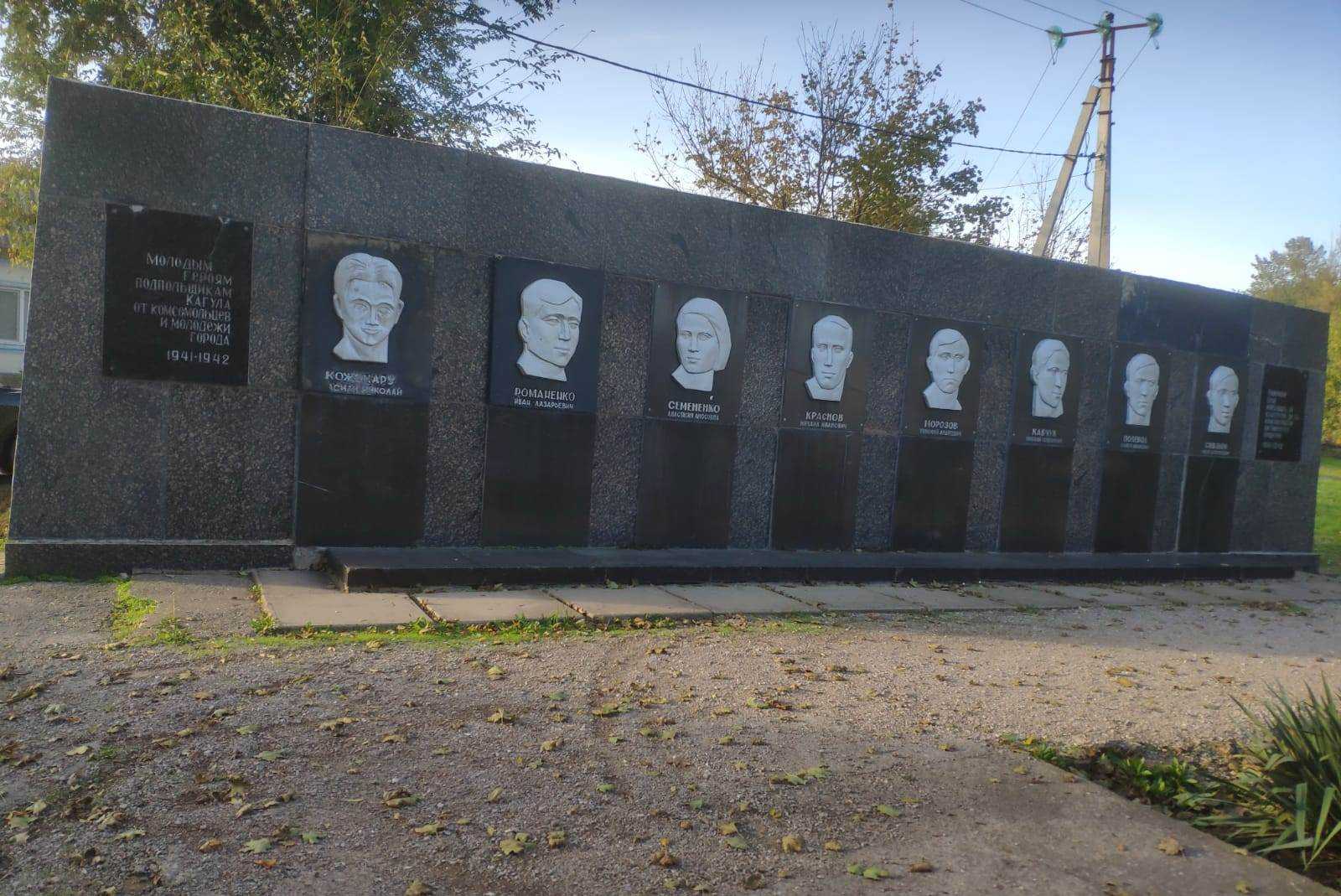
Памятник подпольщикам-комсомольцам г. Кагула

Подпольщики г. Кагула — советская подпольная антифашистская комсомольская молодёжная организация юношей и девушек, действовавшая во время Великой Отечественной войны (с сентября 1941 года по март 1942 года) в окрестностях города Кагула Молдавской ССР. Организация была создана вскоре после начала оккупации города Кагула румынскими войсками. Кагульская подпольная организация насчитывала более пятидесяти участников — юношей и девушек. Самому младшему участнику подполья было шестнадцать лет.

## Подпольщики г. Кагула
Сразу же после начала Великой Отечественной войны во многих городах и сёлах Молдовы возникли подпольные группы для борьбы с врагом. Одними из первых на борьбу с фашизмом поднялись жители города Кагула. 23 июля 1941 года в Кагуле был объявлен приказ коменданта, в котором говорилось: «22 июля в 20 часов в районе Липованки бандиты набросились на патруль армии Великой Германии, обезоружили его и избили. Полиция ведет расследование, виновные будут расстреляны. С сегодняшнего дня движение в городе позже 20 часов без разрешения запрещается». Это нападение совершили рабочий Н. Кавчук и бывший председатель Вулканештского районного совета физической культуры комсомолец В. Кожокару. Вначале они действовали вдвоем, затем создали небольшую подпольную группу. Патриоты срывали приказы и объявления оккупантов, выводили из строя линии связи, собирали оружие. Ещё одна подпольная группа была создана в Кагуле в начале сентября 1941 года беспартийным учителем села Зернешты М. Красновым и кагульскими рабочими-комсомольцами П. Поливод и Т. Морозовым. 10 сентября подпольщики собрались на квартире члена группы Н. Семененко, разработали и приняли клятву, избрали комитет: руководитель группы — М. Краснов, его заместитель — П. Поливод, политический руководитель — Т. Морозов, секретарь — Н. Семененко. Вокруг этой группы объединялись патриотические силы города Кагула. Позже к ней примкнули другие подпольные группы из других сёл Кагульского района. Руководители организации установили связь с подпольщиками Измаила, Килии, Болграда. К началу 1942 года в рядах кагульских подпольщиков было более 50 человек. Свою деятельность кагульские подпольщики начали с выпуска листовок. В первой распространенной ими листовке говорилось: «Труженики Бессарабии! Фашизм начал войну против Советов! От борьбы с фашистами зависит ваше будущее: или откроются перед вами ворота свободы, или останетесь рабами капитала. Подымайтесь против врагов! Создавайте партизанские организации! Красная Армия вам поможет. Боритесь за свободу нашей Родины! Не верьте вражеским сводкам… Недалёк час, когда красное знамя снова и навсегда взовьётся над Бессарабией. Да здравствует Красная Армия!» Экземпляр этой листовки подпольщики наклеили на доску объявлений префектуры. Организации удалось обзавестись радиоприёмником. В дальнейшем при составлении листовок использовались сводки Совинформбюро и другие передачи советского радио. Листовки распространялись не только среди населения, но и в местах расположения румынских войск. Подпольщики установили связь с советскими военнопленными болградского лагеря, помогали им продовольствием, сообщали сводки Совинформбюро, разрабатывали с ними планы побегов. В оружейном запасе организация имела 1 пулемёт, 14 винтовок, 63 гранаты. Вскоре подпольная организация расширила свою деятельность за черту города в сёла, где имела своих сторонников: главным образом в сёла Гаваносы, Старые Кирганы, Московей и Мусаид. Так комсомольцы Гаваносской подпольной организации Иван и Георгий Руденко и Дмитрий Мога повредили рельсы и пустили под откос паровоз с двумя вагонами. В Вулканештском районе на станции Этулия подпольщики устроили столкновение двух поездов, прервав на длительное время железнодорожные сообщения.

## Воспоминания участника В. С. Стефогло
По воспоминаниям участника Кагульского подполья Валентина Стефогло, в Кагуле в начале июля 1941 г. чекистами была организована секретная встреча с комсомольцами окрестных сёл. В числе собравшихся был уроженец села Гаваносы Валентин Стефогло. Перед комсомольцами была поставлена задача: организовать подпольную группу для борьбы против оккупантов. Группа получила пароли и места явок с подпольщиками городов Измаила и Бендер. Именно Кагул был назначен центром подпольной борьбы. Кагульская районная комиссия по выявлению и учету участников подпольно-патриотического движения на территории Молдавии в годы Великой Отечественной войны 1941—1945 гг. (председатель комиссии секретарь Кагульского РК КП Молдавии И. Вичку) в справке от 12.03.1970 г. указала на образование подпольного комитета в Кагуле в начале сентября, который был создан Михаилом Красновым — бывшим учителем с. Зернешты Кагульского уезда. В момент создания в группе было 12 человек, группа «…имела 6 винтовок, 13 гранат, ящик пороха, динамит, один станковый пулемёт…», распространяла листовки. В то же время на южной окраине Кагула — Липованке, была создана подпольная организация под руководством Николая Кавчука в составе 8 человек, где имелось: "патроны, один пулемет, несколько мин, гранаты. Оружие доставалось с трудом. «Подпольщики Василий Кажакару, Иван Романенко и Николай Кавчук напали на румынский патруль и отобрали у солдат две винтовки. Несколько раз перерезали телефонные провода». Обе организации объединились в конце сентября 1941 г., подчиняясь комитету под руководством Краснова. Подпольщики слушали московские передачи у приёмника, сконструированного Павлом Каймаканом. К Кагульской объединенной организации в середине сентября 1941 г. присоединилась организация с. Гаваносы (село недалеко от Кагула, в Вулканештском районе, ныне Гагаузия, РМ) — руководители Валентин Стефогло и учитель (1940—1941 гг. в этом селе) Александр Кулаксыз. Группа состояла из 8 человек, у них была своя программа. После объединения все три группы стали действовать сообща. Объединённая Кагульская подпольная группа начала активную деятельность в декабре 1941 г.. Члены подпольной организации «помогали пленным красноармейцам продовольствием, распространяли написанные ими листовки. Три раза перерезали телефонные провода между Гаваносами и Болградом, Недалеко от с. Гречены (Вулканештский район, Гагаузия, РМ) готовились пустить под откос немецкий эшелон, …но под откос пошел только паровоз с одним товарным вагоном…». В состав организации входили «группы в селах Старые Кирганы, Московей и Мусаид», но главными были первые три группы. В составленном для правительства Румынии специальном докладе о развитии подпольного движения на юге Бессарабии, глава румынской секретной службы Кристеску так впоследствии охарактеризовал деятельность юных патриотов Измаильской области и Кагула: «Они проявляют особую активность и упорство. Готовы на всякие действия, как результат их идеологической и доктринальной подготовки». Кристеску считал, что подпольщики «Представляют постоянную угрозу для безопасности государства» и являются «элементами, которых никогда нельзя будет перевоспитать».

## Воспоминания участника И. С. Стефогло
По воспоминаниям младшего брата Валентина Степановича Стефогло — Ивана Стефогло, участниками подпольной организации Кагульской организации были гагаузы — двоюродные братья В. К. Стефогло и И. С. Стефогло, братья Иван и Георгий Руденко, а также братья Иван и Алексей Кулаксызы. Укрепляя дух сопротивления, подпольщики распространяли сведения о ходе боевых действий на фронте, и победы Красной Армии под Москвой и Сталинградом вызвали среди гагаузов необычайный подъем. Они выполняли поручения: распространяли листовки с сообщениями Совинформбюро о победах Красной Армии над фашистскими войсками, листовки тайно проносили в Кагул, Болград, Измаил и расклеивали на видных местах. Как младший из всех, Иван Стефогло шёл пешком из Вулканешт в Болград, и там, где железная дорога шла параллельно шоссейной, вёл счёт железнодорожным эшелонам, проследовавшим на восток. Был случай, когда Иван сам присутствовал на собрании подпольщиков, куда прибыл руководитель организации М. Краснов. Когда начались аресты подпольщиков Иван Стефогло сумел скрытно выбраться из села Гаваносы и прятался у дальних родственников в другом селе. Так он избежал ареста. Автор диссертации Булгар С. встречался с ветераном, записал его воспоминания и сделал копию его «Удостоверения № 1004 партизана Молдавии», где есть запись: «Тов. Стефогло Иван Степанович был участником партизанского движения в Молдавии в период Великой Отечественной войны с сентября 1941 по март 1942 г. в качестве подпольщика». В документах сигуранцы указано, что Каймакан «поддерживал связь с организацией, действовавшей под руководством Кулаксыза Александра и Стефогло Валентина в с. Гаваносы Кагульского уезда». Подпольная организация Кагульского уезда расширялась в начале 1942 г.. В декабре 1941 г. подпольщики с. Гаваносы Иван и Георгий Руденко, и Дмитрий Мога устроили столкновение поездов на станции Этулия Вулканештского района… Подпольщик Г. Руденко, приговорённый к бессрочному заключению в концлагерь, писал о тяжёлых условиях лагерной жизни: «Мы, узники из концлагерей Новые Онешты и Вертюжаны, содержались в … ужасных условиях. Муки, избиения, голод — вот что нам сопутствовало. Достаточно привести один эпизод из жизни заключённых. В 6 часов утра подъём и до ночи бегом носили песок и камень на расстоянии в 5 км в лагерь и обратно…». В марте 1942 г., когда Кагульская организация была раскрыта сигуранцей, 12 членов организации, и среди них В. Стефогло и А. Кулаксыз, были схвачены и приговорены к пожизненной каторге. «1 мая 1942 г. начальник Кишиневской сигуранцы и местной жандармерии окружили дом А. Кулаксыза и застали за чтением большевистской литературы и подготовкой листовки трех подпольщиков — Валентина Константиновича Стефогло, Ивана Алексеевича и его младшего брата Александра Алексеевича Кулаксызов. При обыске в доме В. К. Стефогло нашли политическую литературу, портрет Ленина и пионерское знамя. В. Стефогло и И. Стефогло арестовали. Жандармы убили отца, грубо оскорбили мать…»

## Разгром организации
Активную вооруженную борьбу против оккупантов организация начать не успела. В феврале 1942 года, после доноса агента румынской сигуранцы Марии Жеребцовой, сигуранце удалось внедрить в ряды кагульской подпольной организации двух секретных агентов — Константина Потапенко и Дмитрия Левицкого, что привело к её разгрому. В начале марта 1942, когда подпольщики готовились к взрыву моста через реку Прут, начались аресты. Большинство членов подполья было арестовано румынской сигуранцей и подвергнуто мучительным пыткам. Приговорённые к смертной казни были отправлены в Кишиневскую тюрьму и помещены в камеру № 1 — камеру смертников. Накануне казни заключённым удалось бежать из тюрьмы. Однако через несколько дней они были пойманы. 25 сентября был казнен Михаил Краснов, 2 октября — Василе Кожокару, а затем Павел Полевод, Николай Кавчук и Тимофей Морозов. Надя Семиненко умерла в тюрьме 19 мая 1943 г., а самый молодой член организации, шестнадцатилетний Ион Сиваков, погиб от пулемётной очереди во время попытки к бегству. Наступление Красной армии принесло свободу оставшимся в живых членам кагульской подпольной организации, томившимся в тюрьмах и лагерях. В 1945 году М. Жеребцову судили, в 1958 амнистировали. Агент сигуранцы Дмитрий Левицкий, едва РККА подошла к Молдавии, бежал в Румынию. Он изменил букву в фамилии, закончил техникум, работал на железной дороге диспетчером. Вступил в румынскую коммунистическую партию, но его распознали и привезли в СССР. Осенью 1962 года в Кагуле проходил открытый суд над предателями. Увековечивая память о героях, в послевоенные годы в городе Кагуле расстрелянным оккупантами комсомольцам-подпольщикам был установлен памятник.